# Kissing

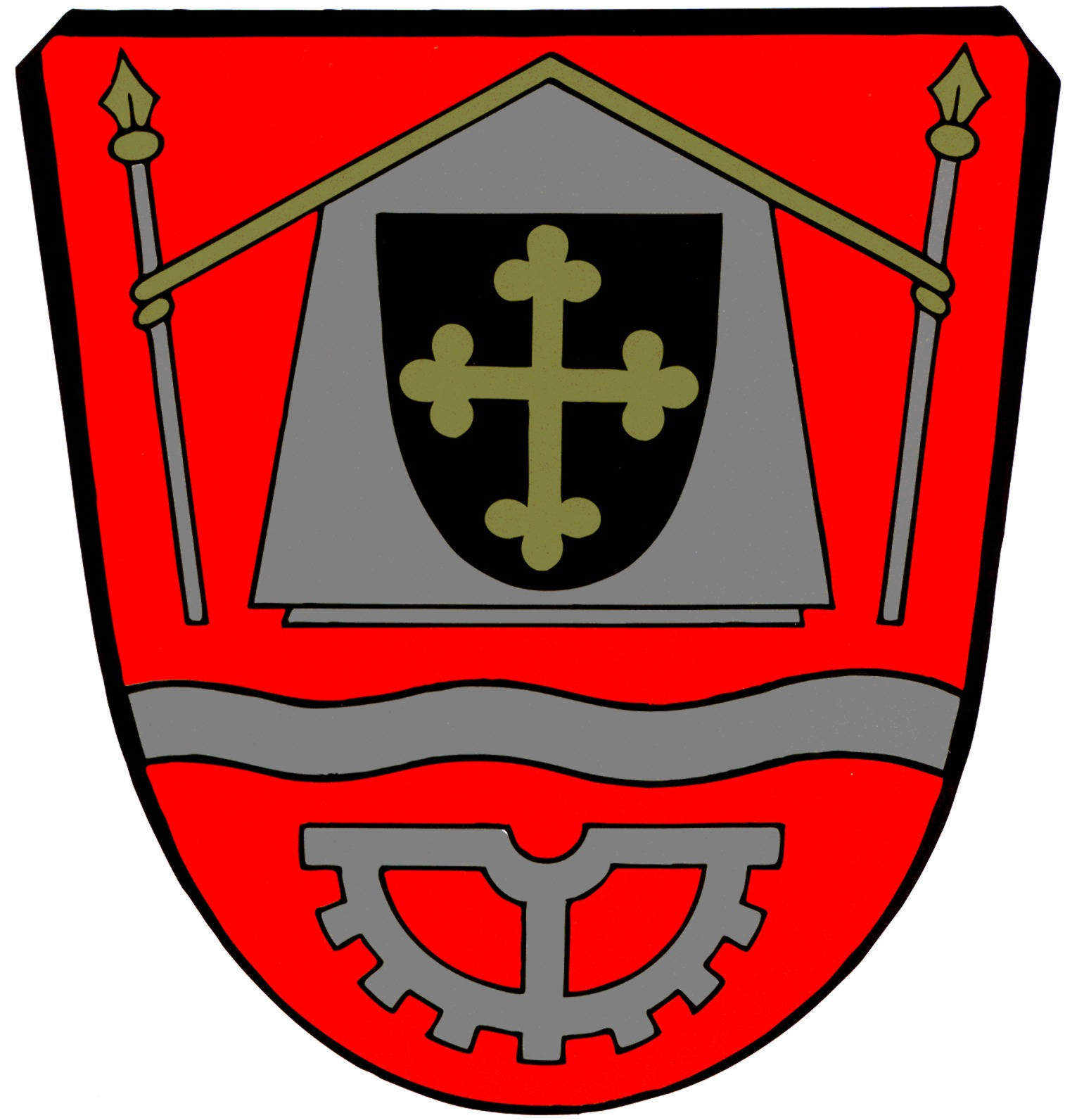
Brasão de armas de Kissing.

Kissing é um município da Alemanha, localizado no distrito de Aichach-Friedberg no estado da Baviera.